# St. Bartholomäus (Leutershausen)

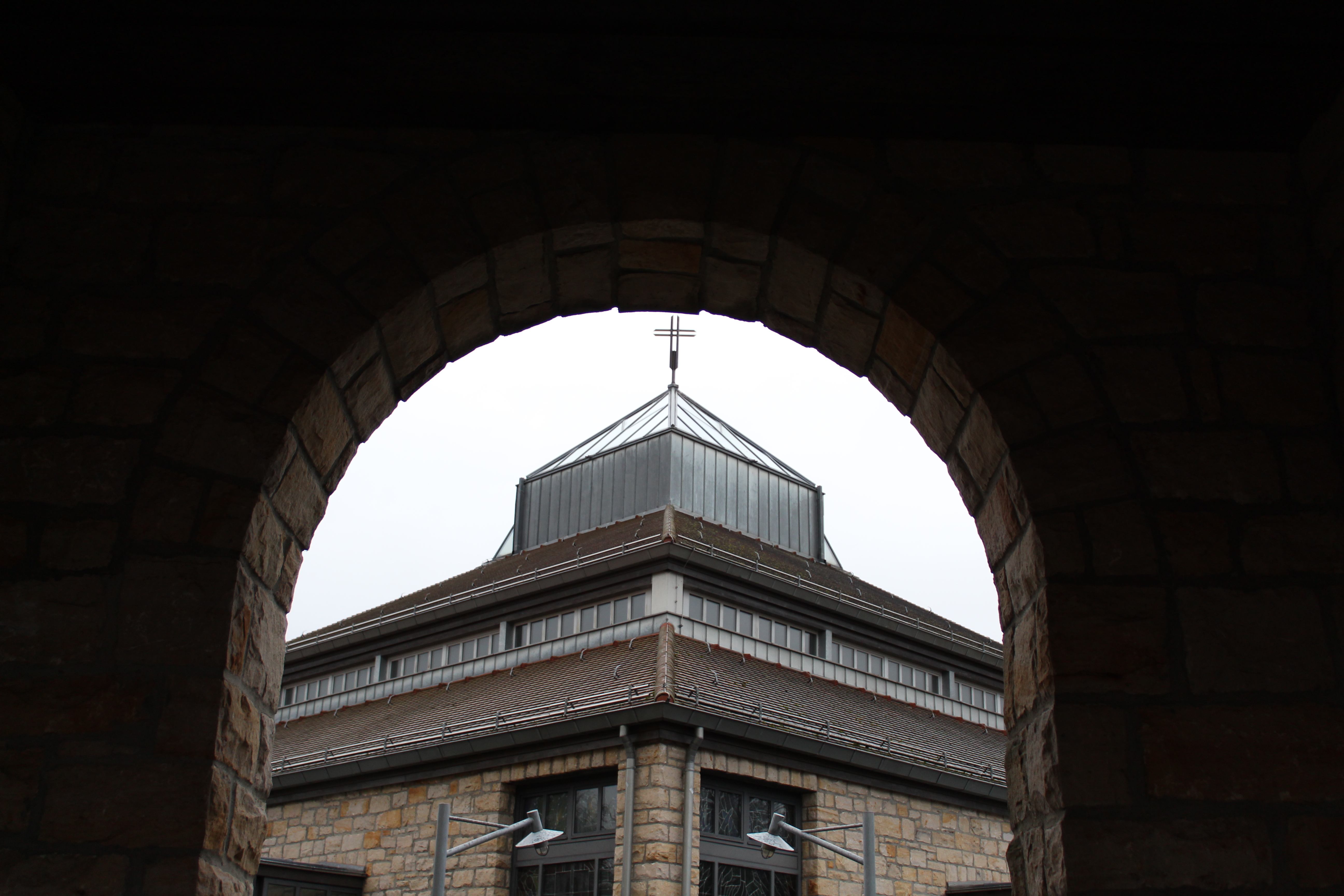
Die Kirche St. Bartholomäus in Leutershausen

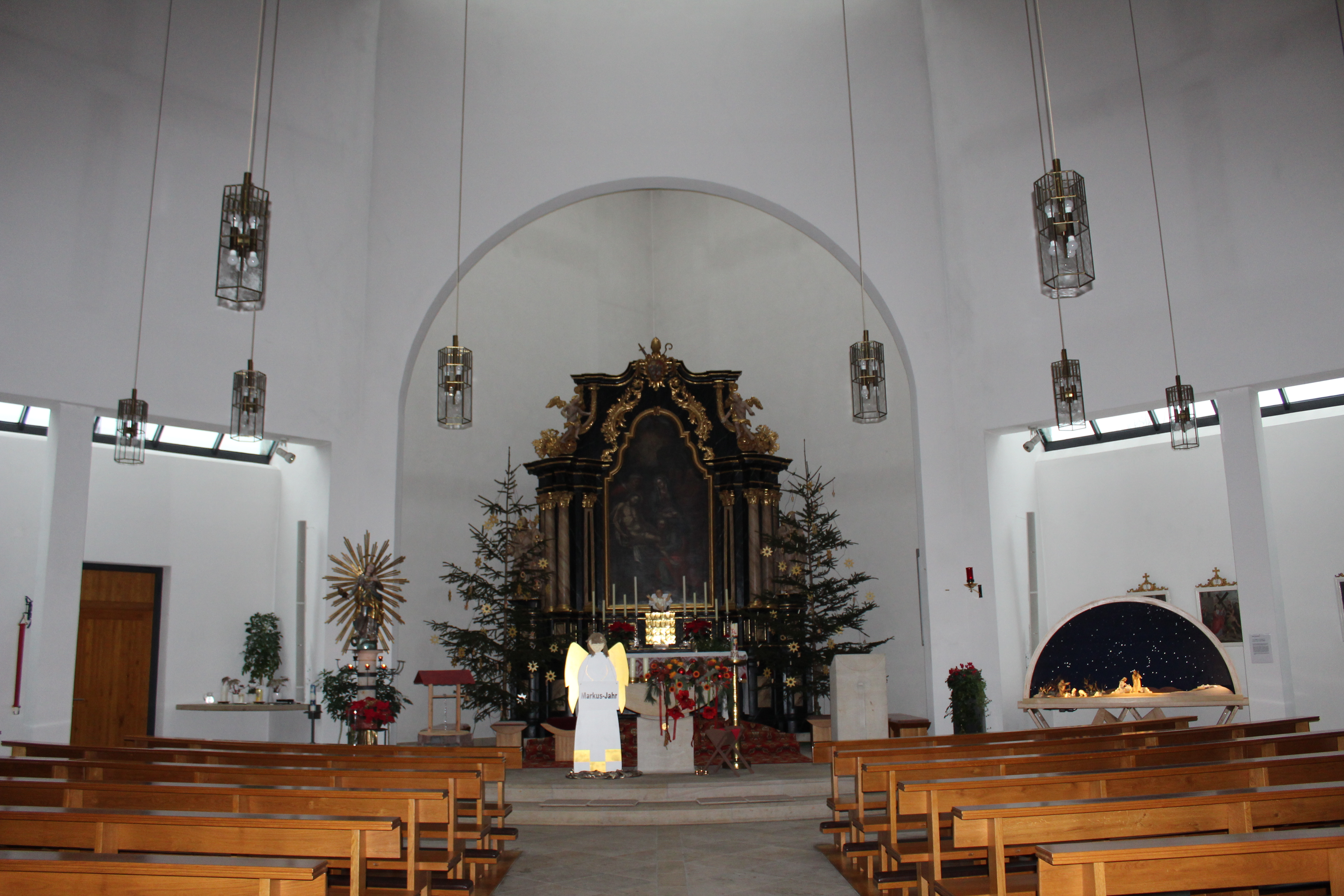
Innenraum der Kirche

Die römisch-katholische Kuratiekirche St. Bartholomäus ist die Dorfkirche von Leutershausen, einem Gemeindeteil von Hohenroth im unterfränkischen Landkreis Rhön-Grabfeld. Sie ist dem Apostel Bartholomäus geweiht. Leutershausen ist ein Teil der Pfarreiengemeinschaft „Don Bosco Am Salzforst“. Teile der Ausstattung der Kirche gehören zu den Baudenkmälern von Hohenroth und ist unter der Nummer D-6-73-135-11 in der Bayerischen Denkmalliste registriert.

## Geschichte
Die Kuratie Leutershausen gehörte zur Pfarrei Brendlorenzen. Die alte 1802 erbaute Kirche wurde abgetragen und im Fränkischen Freilandmuseum Fladungen wiederaufgebaut. Die heutige Kirche entstand im  Jahr 1992 an der gleichen Stelle.

## Beschreibung und Ausstattung
Die Kirche ist ein zeltförmiges Gebäude auf viereckigem Grundriss. Der Kirchturm steht südöstlich davon frei über einem Torhaus.
Der Hochaltar der Kirche aus der Zeit um 1730 stammt aus dem Kloster Bildhausen. Die Taufkapelle erhielt 2003 farbige Fenster des Künstler-Pfarrers Sieger Köder. In seinem typischen Stil stellen sie die Themen Schöpfung, Heilsgeschichte, Eucharistie und Pfingsten dar.
Im Kirchturm hängen fünf Glocken mit den Tönen c″, d″, es″, f″ und g″.